# Slag bij Rain am Lech
De Slag bij Rain am Lech of de Slag bij Lech werd op 15 april 1632 uitgevochten tijdens de Dertigjarige Oorlog. Onder het commando van Gustaaf II Adolf van Zweden stonden 40.000 soldaten. Hij nam het op tegen 25.000 soldaten van de Katholieke Liga onder leiding van Johan t'Serclaes van Tilly. Dit was de tweede ontmoeting op het slagveld van beide veldheren.

## De slag
Gustaaf Adolf had in de buurt van Rain een brug gebouwd van boten over de rivier de Lech. In de ochtend stuurde hij driehonderd ruiters de rivier over. Zij maakten de weg vrij voor de rest van het Zweedse leger. Onmiddellijk zette de Zweedse troepen de aanval in op de heuvel waar de tegenstander klaarstond.
De aanval was succesvol. Tilly werd door een kogel in het been geraakt en het commando werd overgenomen Johann von Aldringen, die kort daarna zelf getroffen werd en buiten kennis raakte. Maximiliaan van Beieren organiseerde vervolgens meteen de terugtocht van het reddeloze leger. De terugtocht verliep voorspoedig toen een storm de achtervolgers deed besluiten terug te keren.

## Nasleep
Door deze overwinning was weg veilig gesteld naar keurvorstendom Beieren en eventueel Aartshertogdom Oostenrijk. Kort na de slag overleed Tilly in het slot van Ingolstadt aan zijn verwondingen.